# Michael Andretti
Michael Mario Andretti (ur. 5 października 1962 roku w Bethlehem) – amerykański kierowca wyścigowy, mistrz serii CART w roku 1991. Jest współwłaścicielem zespołu Andretti Green Racing startującego w serii IndyCar. Jest synem Mario Andrettiego, mistrza świata Formuły 1 z 1978 roku.

## Kariera

### Początki kariery
Michael Andretti rozpoczął ściganie od kartingu w 1972 roku. W 1981 roku wygrał północno-wschodnią dywizję Formuły Ford, a rok później zdobył tytuł mistrza w Formule Vee. W 1983 roku wystartował w Formule Atlantic i także zdobył tytuł mistrzowski. Tego samego roku wystartował w jednym zespole ze swoim ojcem Mario w 24-godzinnym wyścigu na torze Le Mans i zajął w nim trzecie miejsce.

### CART
Pod koniec 1983 roku zadebiutował w wyścigach serii CART startując w zespole Kraco Racing w barwach którego startował aż do końca 1988 roku. W 1984 roku pięciokrotnie stawał na podium co pozwoliło mu zająć siódmą pozycję w klasyfikacji generalnej. Pierwsze zwycięstwa przyszły w 1986 roku, oprócz trzech pierwszych miejsc dołożył jeszcze pięć wyników na podium, co sprawiło, że zdobył tytuł wicemistrza serii. Rok później powtórzył ten wyczyn, tym razem wygrywając cztery wyścigi. W 1989 roku przeniósł się do zespołu Newman/Haas Racing z którym odnosił największe sukcesy. W kolejnych sezonach zajmował trzecie, drugie, pierwsze i w 1992 ponownie drugie miejsce w klasyfikacji generalnej.

### Formuła 1
Po zdobyciu wicemistrzostwa CART w 1992 dołączył do zespołu McLaren by w 1993 zadebiutować w Formule 1 u boku Ayrtona Senny. Sezon okazał się bardzo nieudany. Z 13 wyścigów ukończył 6 zdobywając 7 punktów, w tym trzecie miejsce w GP Włoch. Na 3 wyścigi przed końcem sezonu zastąpił go przyszły mistrz świata, Mika Häkkinen.

### Powrót do CART
W sezonie 1994 Michael powrócił do ścigania w serii CART, tym razem w zespole Chip Ganassi Racing. Już w pierwszym wyścigu sezonu stanął na najwyższym stopniu podium, a sezon zakończył na czwartym miejscu. W 1995 roku ponownie wystartował w barwach Newman/Haas Racing i ponownie był czwarty. Kolejny sezon był lepszy, odniósł w nim 5 zwycięstw i zdobył tytuł wicemistrzowski. W latach 1997–2000 kontynuował starty w zespole Newman/Haas co roku wygrywając jeden wyścig (w 2000 dwa zwycięstwa) i trzykrotnie zajmował w klasyfikacji generalnej ósme miejsce. Wyjątkiem był rok 1999 gdy był czwarty.

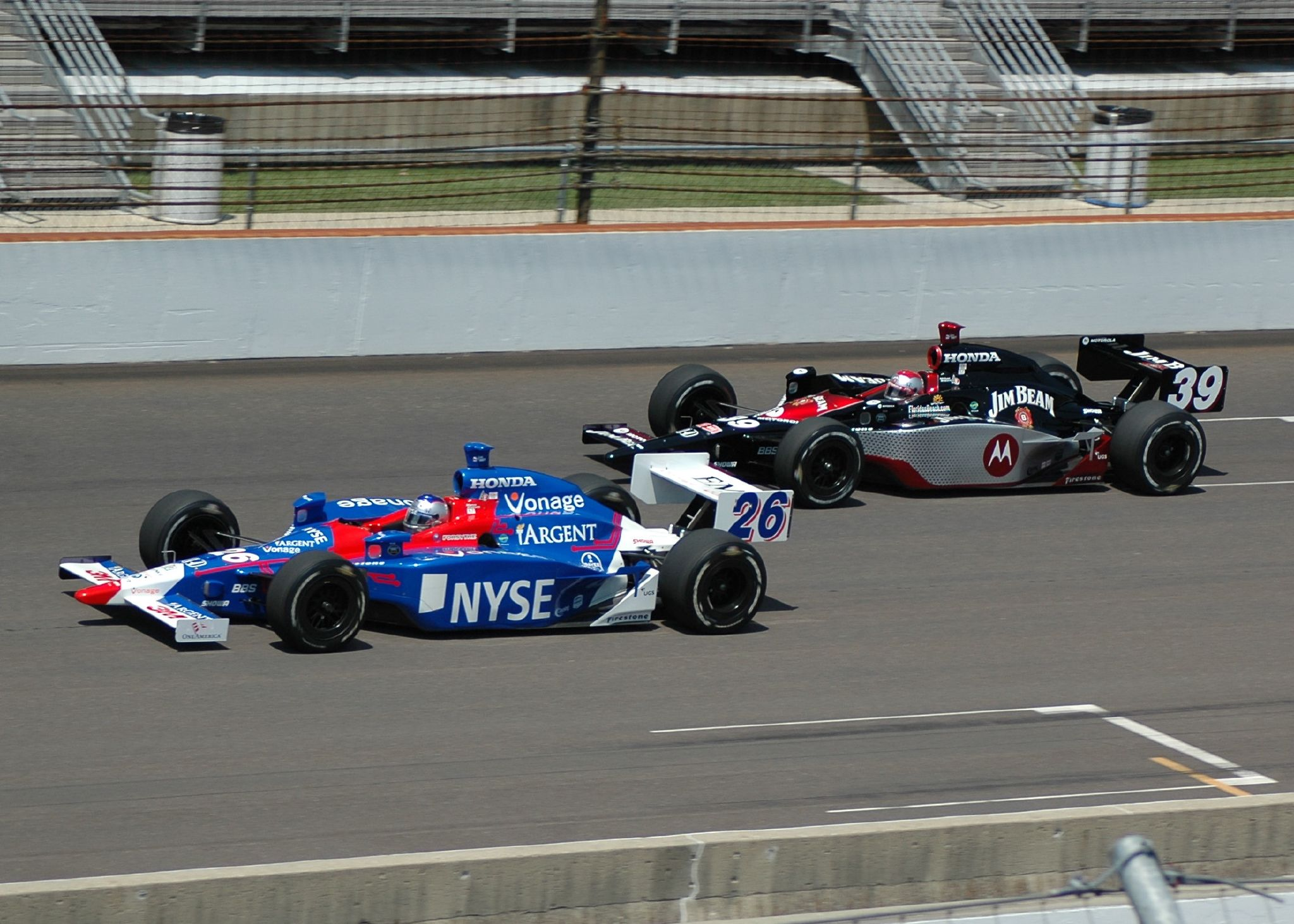
Michael Andretii z synem Marco podczas treningów przed wyścigiem Indianapolis 500 w 2007 roku

W sezonie 2001 przeniósł się do nowego zespołu Team Motorola, który był powiązany osobami właścicieli z czołowym zespołem Team KOOL Green. Ponownie odniósł jedno zwycięstwo w sezonie, a w klasyfikacji generalnej zajął trzecie miejsce.

## Starty w Indianapolis 500
| Rok  | Nadwozie | Silnik        | Start | Wynik | Uwagi                          |
| ---- | -------- | ------------- | ----- | ----- | ------------------------------ |
| 1984 | March    | Cosworth      | 4     | 5     |                                |
| 1985 | Lola     | Cosworth      | 15    | 8     |                                |
| 1986 | March    | Cosworth      | 3     | 6     |                                |
| 1987 | March    | Cosworth      | 9     | 29    | Awaria przeniesienia napędu    |
| 1988 | March    | Cosworth      | 10    | 4     |                                |
| 1989 | Lola     | Chevrolet     | 21    | 17    | Awaria silnika                 |
| 1990 | Lola     | Chevrolet     | 5     | 20    | Wibracje                       |
| 1991 | Lola     | Chevrolet     | 5     | 2     |                                |
| 1992 | Lola     | Cosworth-Ford | 6     | 13    | Ciśnienie paliwa               |
| 1994 | Reynard  | Cosworth-Ford | 5     | 6     |                                |
| 1995 | Lola     | Cosworth-Ford | 4     | 25    | Wypadek/Awaria zawieszenia     |
| 2001 | Dallara  | Oldsmobile    | 21    | 3     |                                |
| 2002 | Dallara  | Chevrolet     | 25    | 7     |                                |
| 2003 | Dallara  | Honda         | 13    | 27    | Awaria sterowania przepustnicą |
| 2006 | Dallara  | Honda         | 13    | 3     |                                |
| 2007 | Dallara  | Honda         | 11    | 13    |                                |